# Лапкин, Алексей Григорьевич
Алексей Григорьевич Лапкин (18 октября 1893 года — 18 октября 1944 год) — советский военачальник, генерал-майор войск связи, участник Гражданской и Великой Отечественной войн.

## Биография
Алексей Григорьевич Лапкин родился 18 октября 1893 года в городе Санкт-Петербурге. Окончил городское начальное училище, после чего освоил специальность электромонтёра и трудился на различных предприятиях в родном городе. Был активистом профсоюзного движения, избирался секретарём правления профсоюза рабочих-электриков.
15 июля 1918 года по профсоюзной мобилизации Лапкин поступил на службу в Рабоче-Крестьянскую Красную Армию. Участвовал в боях Гражданской войны, будучи комиссаром батальона связи, помощником начальника связи Петроградского укреплённого района. После окончания боевых действий продолжал службу в Красной Армии на ответственных должностях войск связи. На протяжении многих лет был помощником начальника, затем начальником связи Ленинградского военного округа.
С 1938 года служил в Военной электротехнической академии имени С. М. Будённого, преподавал на кафедре службы связи. Вскоре после начала войны Лапкин был назначен генерал-инспектором Главного управления связи Красной Армии, а летом 1942 года возглавил Военную электротехническую академию. В то время это учебное заведение находилось в эвакуации в городе Томске, и лишь после прорыва блокады было возвращено в Ленинград. В трудных условиях Лапкин сумел наладить учебный процесс и научно-исследовательскую работу во вверенном ему высшем учебном заведении. Трагически погиб уже после возвращения в Ленинград в автомобильной катастрофе 18 октября 1944 года. Похоронен на Коммунистической площадке (ныне — Казачье кладбище) Александро-Невской лавры в городе Санкт-Петербурге.

## Награды
- Орден Красного Знамени (7 ноября 1944 года, посмертно);
- Орден Красной Звезды;
- Медалями «За оборону Москвы» и «За оборону Ленинграда».

Могила Лапкина на Казачьем кладбище Александро-Невской лавры Санкт-Петербурга.